# Beslan
Huyện Beslan (tiếng Nga: Беслан
райо́н) là một huyện hành chính tự quản (raion), của Bắc Ossetia, Nga. Huyện có diện tích 0 km². Trung tâm của huyện đóng ở Beslan.

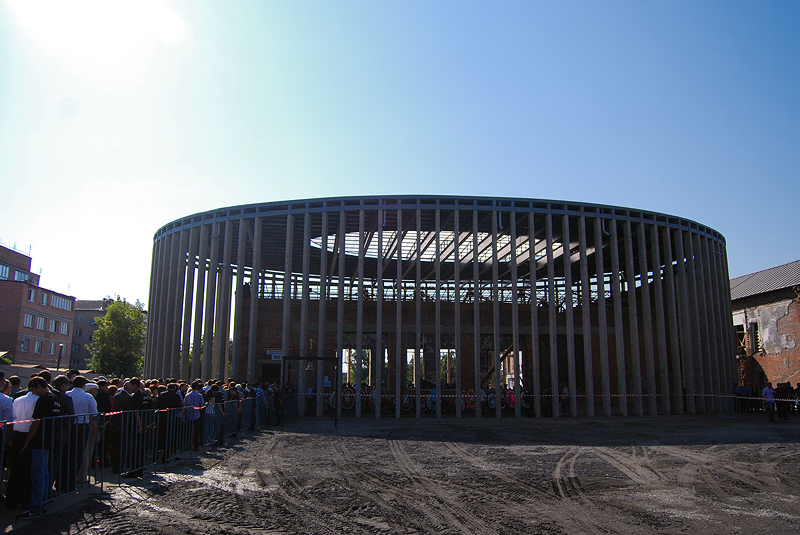

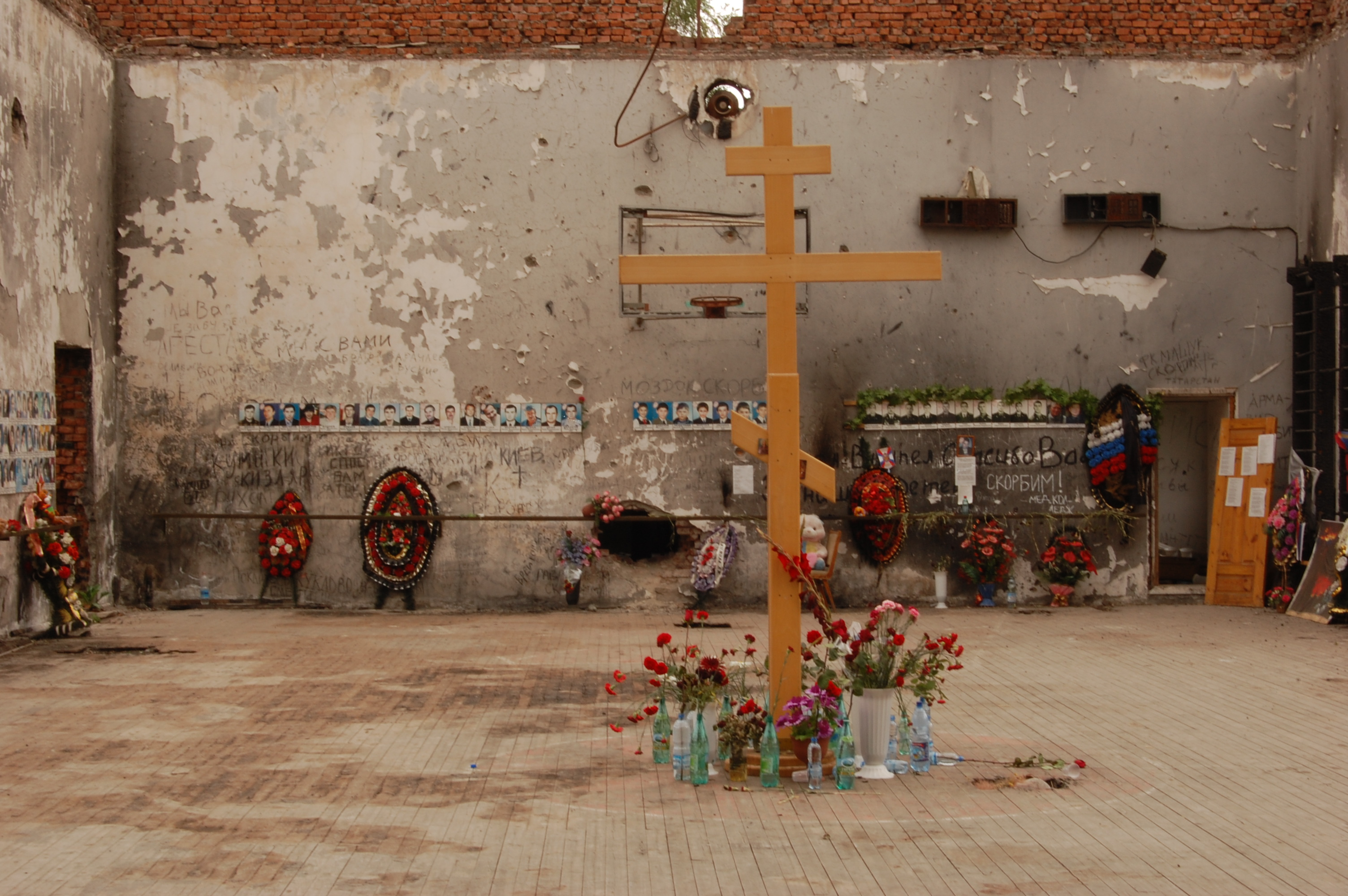

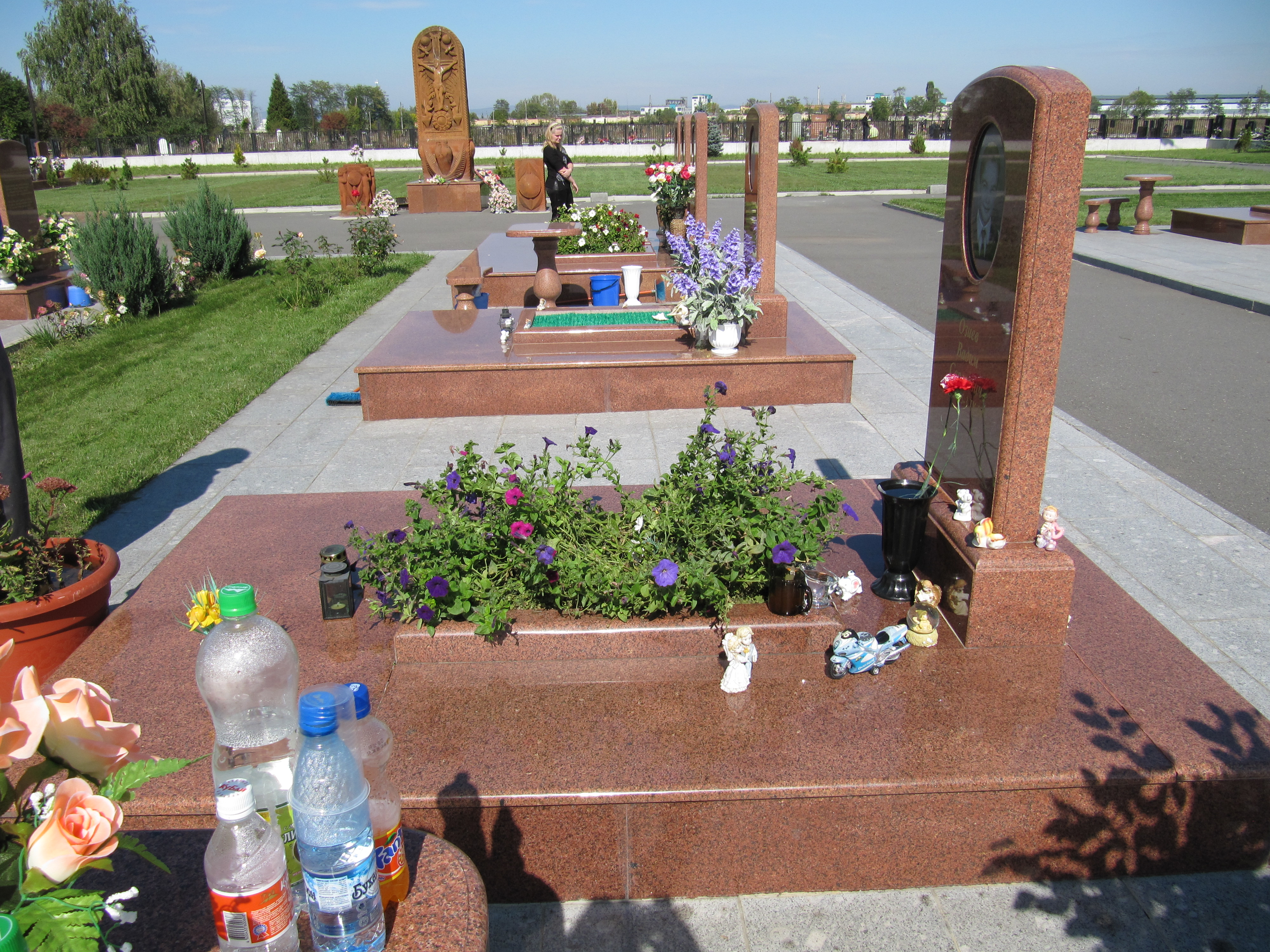